# Cybaeodes carusoi
Espèce
Cybaeodes carusoi est une espèce d'araignées aranéomorphes de la famille des Liocranidae.

## Distribution
Cette espèce est endémique d'Algérie. Elle se rencontre vers le pic des Singes à Béjaïa.

## Description
Le mâle holotype mesure 2,96 mm.

## Étymologie
Cette espèce est nommée en l'honneur de Domenico Caruso.

## Publication originale
- Platnick & Di Franco, 1992 : On the relationships of the spider genus Cybaeodes (Araneae, Dionycha). American Museum novitates, no 3053, p. 1-9 (texte intégral).